# Nina, Pretty Ballerina
«Nina Pretty Ballerina» (en español: Nina, linda bailarina«») es una canción y un sencillo del grupo sueco ABBA, que sólo fue lanzado en Austria, Francia y Filipinas.

## La canción
La canción fue compuesta por Benny y Björn y grabada el 2 de noviembre de 1972, en los estudios KMH de Estocolmo. Habla acerca de la historia de Nina, una mujer que día tras día sigue su rutina, sin parecer nada en especial, pero los viernes en la noche se convierte en una bailarina profesional aclamada por las masas. La canción es incluida en el disco Ring Ring como la pista número 6.
Lo más destacable de la canción son los efectos de sonido utilizados en ella, en especial el sonido de una locomotora al principio y el público que aplaude en los coros de la canción. También, fue la primera canción grabada por el grupo en la que Agnetha y Frida fueron líderes vocales.

## El lado B
En esta ocasión el lado B varía según el país en el que fue lanzado
- I Am Just A Girl En Austria. Pista #7 del álbum Ring Ring
- He Is Your Brother En Francia. Pista #9 del álbum Ring Ring
- So Long En Filipinas. Pista #11 del disco ABBA

## Posicionamiento
| Lista                        | Posición |
| ---------------------------- | -------- |
| Austria Top 20 Singles Chart | 8        |